# Idisze Bande
Idisze Bande, Jidysze Bande, Idische Bande (pełna nazwa Żydowski Teatr Literacko Artystyczny „Di Idisze Bande”) – żydowski teatr kabaretowy występujący w kraju i za granicą w latach 1932–1939.
Zespół został założony w Kaliszu. Pełna nazwa Żydowski Teatr Literacko Artystyczny „Di Idisze Bande” lub Warszawski Żydowski Teatr Literacko Artystyczny „Di Idisze Bande”. Członkowie – Chana Grosberg, Lola Folman, Rita Gazel, Malwina Rapel, Lili Liliana, Leon Liebgold, Zysze Kac, Dawid Lederman, Ajzyk Rotman, Herman Fenigstein, Menasze Oppenheim, R. Marsałow. Dyrektorem i głównym reżyserem był Icchok Nożyk. Kierownictwo muzyczne sprawował najpierw St. Sternblic, potem Dawid Bajgelman, a następnie Herc Rubin. Akompaniatorką była pianistka Fania Kamińska-Epstein.
Zespół występował w różnych miastach Polski, od 1937 miał swoją siedzibę w Warszawie na ul. Dzielnej. Był już wtedy jedynym żydowskim teatrem kabaretowym w Polsce. W kwietniu 1934 zespół był na tournée wyjazdowym. W czerwcu 1934 roku zespół występował we Lwowie. W październiku 1934 zespół występował w sali Filharmonii w Łodzi.
Przebojem Idisze Bande w 1934 było tango Grzech z muzyką Dawida Bajgelmana i polskimi słowami Walerego Jastrzębca-Rudnickiego. Wydawnictwo nutowe Jastrząb pisało, że był to wielki przebój teatru „Idisze bande” i kina rewiowego Colloseum”. Na pierwszej stronie nut było zdjęcie piosenkarza Witolda Rychtera (Ryszard Jesień), piosenkę nagrali na płytach Wiera Gran i Adam Aston.
W 1937 występy Idisze Bande oglądał w Warszawie bawiący tam gościnnie Maurice Schwartz, jeden z najważniejszych reżyserów i dyrektorów teatru żydowskiego w USA, założyciel Yiddish Art Theatre w Nowym Jorku. W 1939 na zaproszenie Maurice’a Schwartza zespół Idisze Bande w swoim ówczesnym składzie wyjechał do Nowego Jorku.
Ze względu na wybuch II wojny światowej członkowie zespołu nie wrócili już do Polski (powrót zaplanowany był na koniec sierpnia 1939).